# Épinac
Épinac es una comuna francesa del departamento de Saona y Loira en la región de Borgoña. Jefatura del cantón que lleva su mismo nombre esta localidad se encuentra en una tierra de transición entre la zona vinícola de Côte-d'Or y el macizo montañoso de Morvan.

## Demografía
| 2973            | 3120 | 2891 | 2636 | 2569 | 2522 |
| (Fuente: INSEE) |      |      |      |      |      |